# Michael Carvin
Michael W. Carvin (født 12 december 1944 USA) er en amerikansk jazztrommeslager.
Carvin har spillet med Freddie Hubbard , Jackie McLean og B.B. King.
Har ligeledes indspillet en del plader på det danske plademærke Steepel Chase, 
både som sideman og i eget navn.